# خیریه، ادلب
خیریه (به عربی: خیریة) یک روستا در سوریه است که در ناحیه سنجار واقع شده‌است. خیریه ۳۲۳ نفر جمعیت دارد.